# Аль-Арин (парк)
Парк дикой природы Аль-Арин (араб. محمية العرين‎) — природный заповедник и зоопарк, расположенный в пустыне Сахир, Бахрейн. Парк является одной из пяти охраняемых территорий в стране, и единственный расположен на суше.

## История и профиль
Парк, основанный в 1976 году, занимает общую площадь 7 кв. км. В нём произрастают растения и обитают животные, ареалы которых характерны для Бахрейна и всего Аравийского полуострова. Кроме того, в зоопарке представлены растения и животные из Африки и Южной Азии.
В среднем ежегодно парк посещают порядка 140 000 человек. В 2013 году парк принял 199 235 посетителей.
В 1999 году парк был прикреплен к Министерству внутренних дел и информации Катара.

## Достопримечательности
В парке представлены 4 основные экспозиции:
- парк водоплавающих птиц;
- парк диких птиц;
- комплекс диких животных;
- сад растений пустыни.

В парке обитает более 45 видов животных, 82 вида птиц и 25 видов растений. Среди прочих видов, в парке можно увидеть аравийских ориксов, которые исчезли из дикой природы, джейранов, спрингбоков, салюк, импал, ланей, зебр Чапмана и пустынных зайцев. Также представлены арабские виды, такие как сахарский орикс, аддакс (редко встречающийся в дикой природе), газель-дама, жирафы, нубийский горный козёл, безоаровый козел, гривистый баран и кулан. В парке также работает заповедник по разведению исчезающих видов.
Аль-Арин, занимающий площадь в 700 гектаров, разделен на две секции: одна секция (300 га) предназначена для посещений туристами, а вторая (400 га) находится на охраняемой территории и оборудована двумя водоемами для флоры и фауны. На территории комплекса расположены также ветеринарная клиника и клиника для соколов. Кроме того, сотрудники парка периодически инспектируют местные рынки с целью выявления незаконной продажи вымирающих видов диких птиц и животных.

## Доступ
Парк является частью туристической активности в Бахрейне.
Для доступа к животным посетителям предоставляются специальные туристические автобусы. Билеты для детей от 3 до 12 лет отпускаются за полцены, вход для детей младше 3 лет бесплатный.
Доступ посетителей в заповедник ограничен, за исключением специалистов, ученых, ветеринаров и службы охраны. Сам парк находится в 40 минутах езды от Манамы, рядом с Международным автодромом Бахрейна.